# Liste der Monuments historiques in Varennes-sur-Tèche
Die Liste der Monuments historiques in Varennes-sur-Tèche führt die Monuments historiques in der französischen Gemeinde Varennes-sur-Tèche auf.

## Liste der Objekte
| Bezeichnung                                                                  | Beschreibung                      | Standort                      | Kennzeichnung | Schutzstatus | Datum | Bild |
| ---------------------------------------------------------------------------- | --------------------------------- | ----------------------------- | ------------- | ------------ | ----- | ---- |
| Pietà mit kniendem Stifter Hugues de Montjournal (Fotos in der Base Palissy) | Stein, polychrom, 15. Jahrhundert | in der Kirche St-Léger (Lage) | PM03000553    | Inscrit      | 1918  |      |